# Vers les Lacs
Vers les Lacs ist ein kleines Kar in den Waadtländer Voralpen nahe dem Col des Mosses im Schweizer Kanton Waadt.
Das Tal liegt nördlich des Pic Chaussy auf dem Gebiet der Gemeinde Ormont-Dessous. Durch Schmelzwasser bilden sich drei kleine Seen im Tal, die Trio Vers les Lacs oder Les Petits Lacs genannt werden. Der dem Tal entspringende Bach ist einer der Zuflüsse des Baches La Reverette, der über den Grande Eau und die Rhône ins Mittelmeer entwässert. Damit befindet sich das Tal direkt an der Rhein-Rhône-Wasserscheide, der im benachbarten Tal dem Lac Lioson entspringende Hongrin gehört bereits zum Einflussgebiet des Rheins.
Das Tal ist nur zu Fuß zu erreichen, entweder direkt vom Col des Mosses in etwa einer Stunde oder vom Lac Lioson über einen Grat des Pic Chaussy (etwa 30 Minuten). Der Hang des Tales und die Seen bieten Wildtieren wie Murmeltieren und Steinböcken Schutz. Direkt am größten der drei Seen befindet sich eine Hütte mit Übernachtungsmöglichkeit und Restauration, die den Sommer über geöffnet ist.

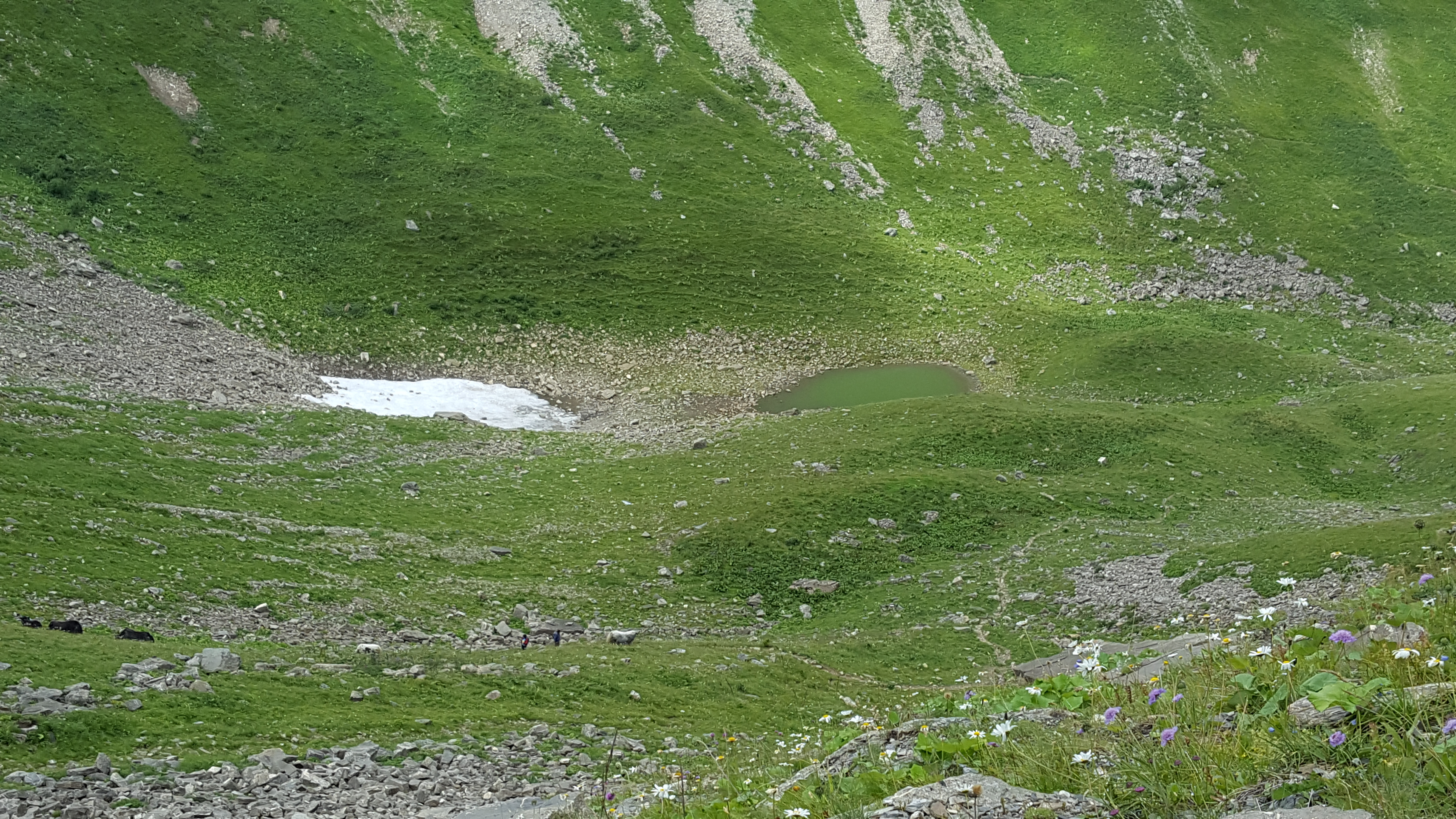
Die beiden kleineren Seen der Seengruppe Les Petits Lacs
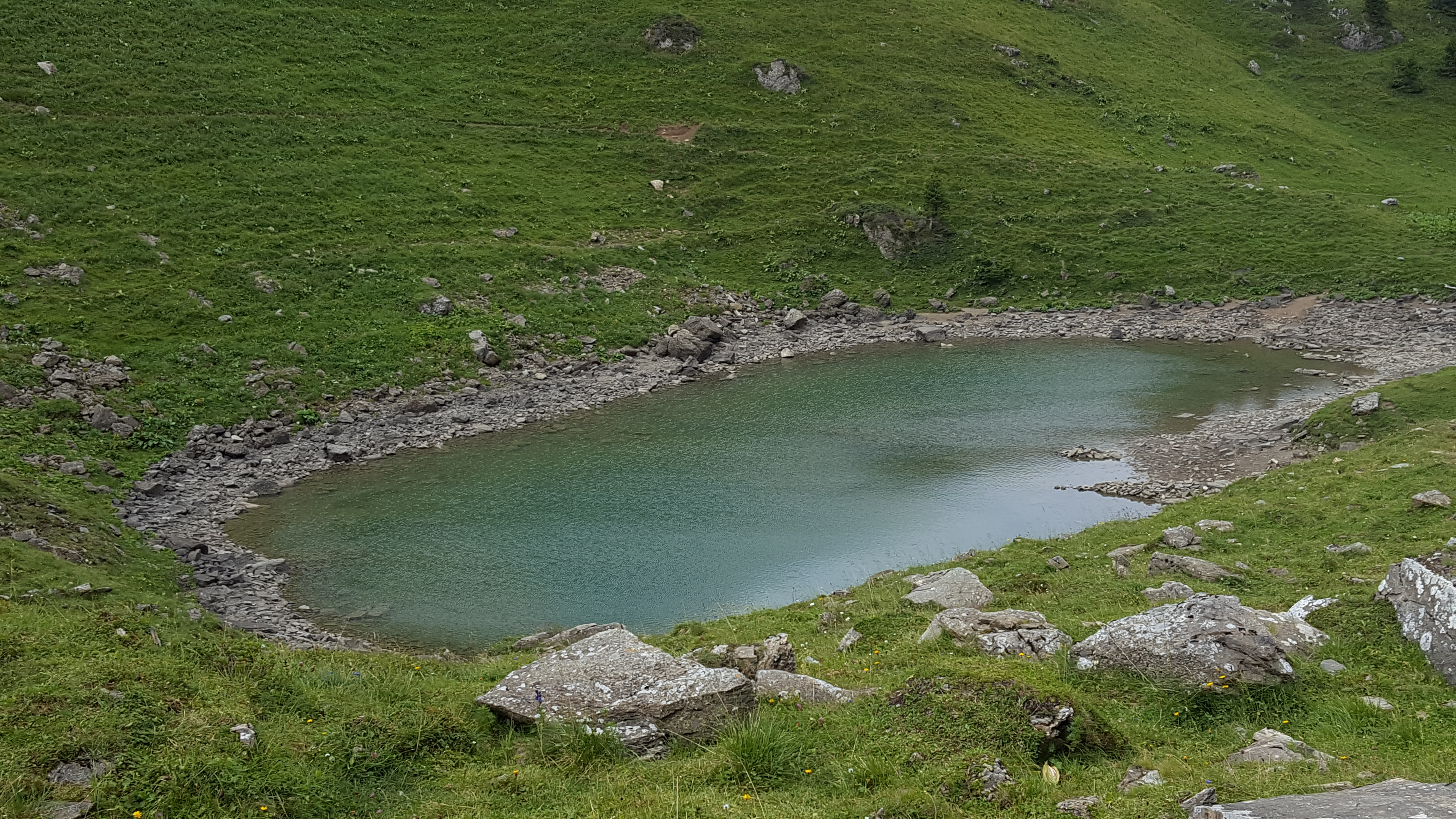
Der größte See der Seengruppe Les Petits Lacs